# Sint-Dionysius en Odiliakerk
De Sint-Dionysius en Odiliakerk is een rooms-katholieke kerk in het Nederlands-Limburgse dorp Sweikhuizen (gemeente Beekdaelen). De kerk ligt aan de Kerkstraat en aan de hoofdweg door het dorp van Puth naar Geleen.
Het gebouw is een kruiskerk en bestaat uit een eenbeukig schip, een transept, een driezijdig gesloten koor en een dakruiter met ingesnoerde spits op het schip. Het schip heeft een gestukadoord ribgewelf. Het gebouw is opgetrokken in baksteen met op de hoeken mergelstenen.
Het kerkgebouw is een rijksmonument en is gewijd aan Sint-Dionysius en Odilia.

## Geschiedenis
In 1739 werd de kerk gebouwd door architecten Reinier Haagens en W.J. Fabricius.
In 1953-1954 werd het huidige koor en transept gebouwd naar het ontwerp van architect Joseph Franssen. Tevens werd er een sacristie aan de noordzijde gebouwd.

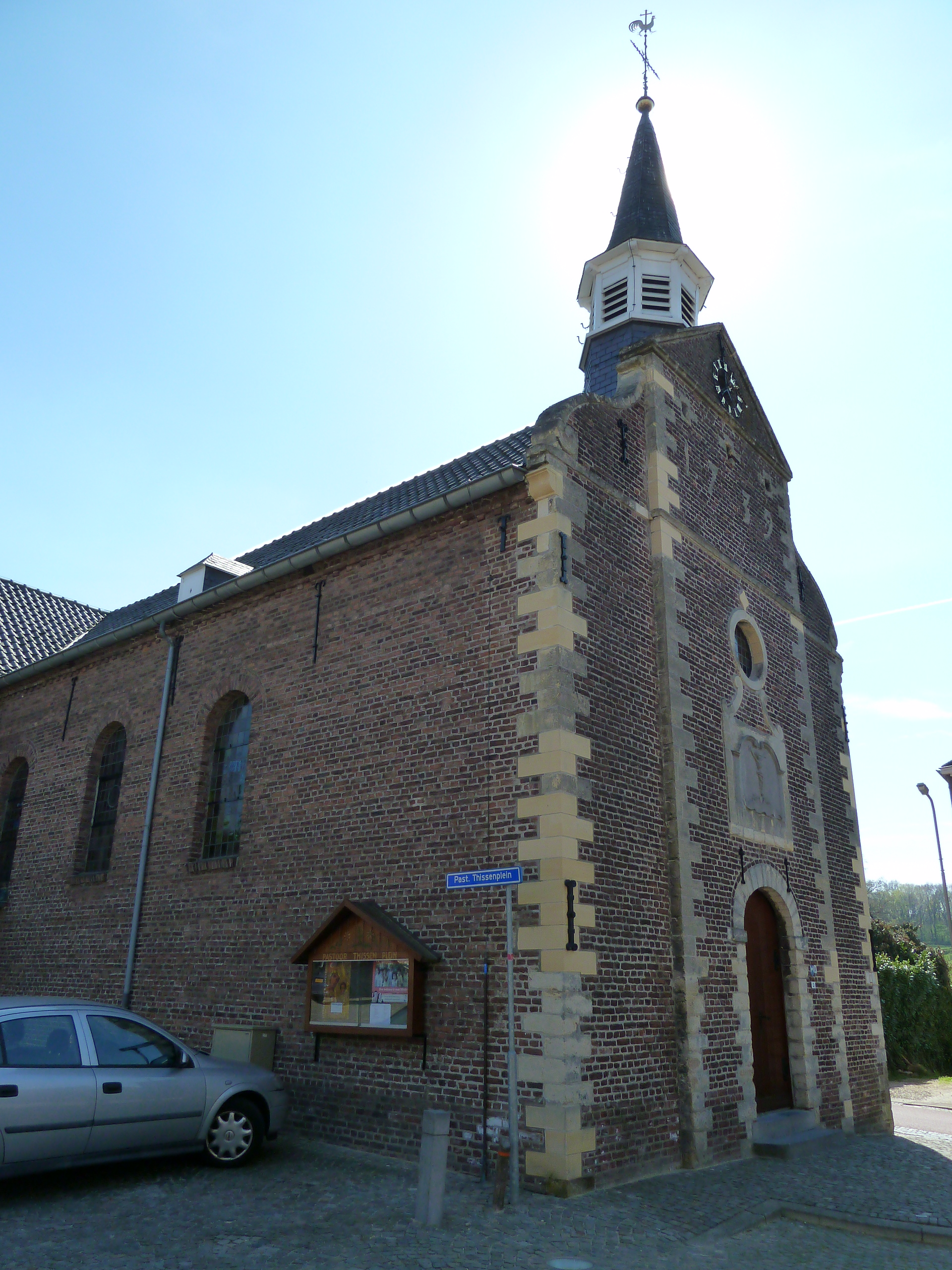
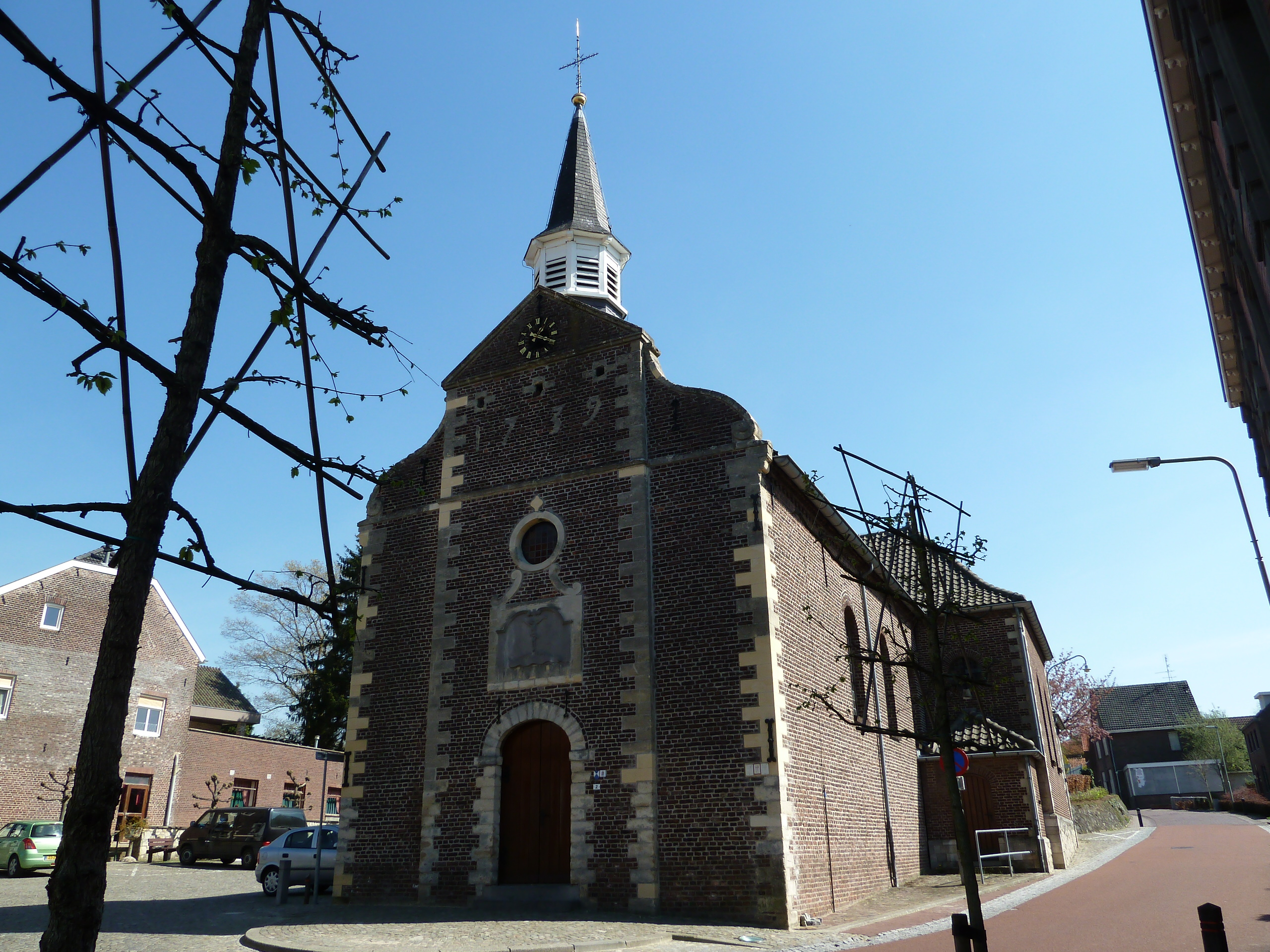
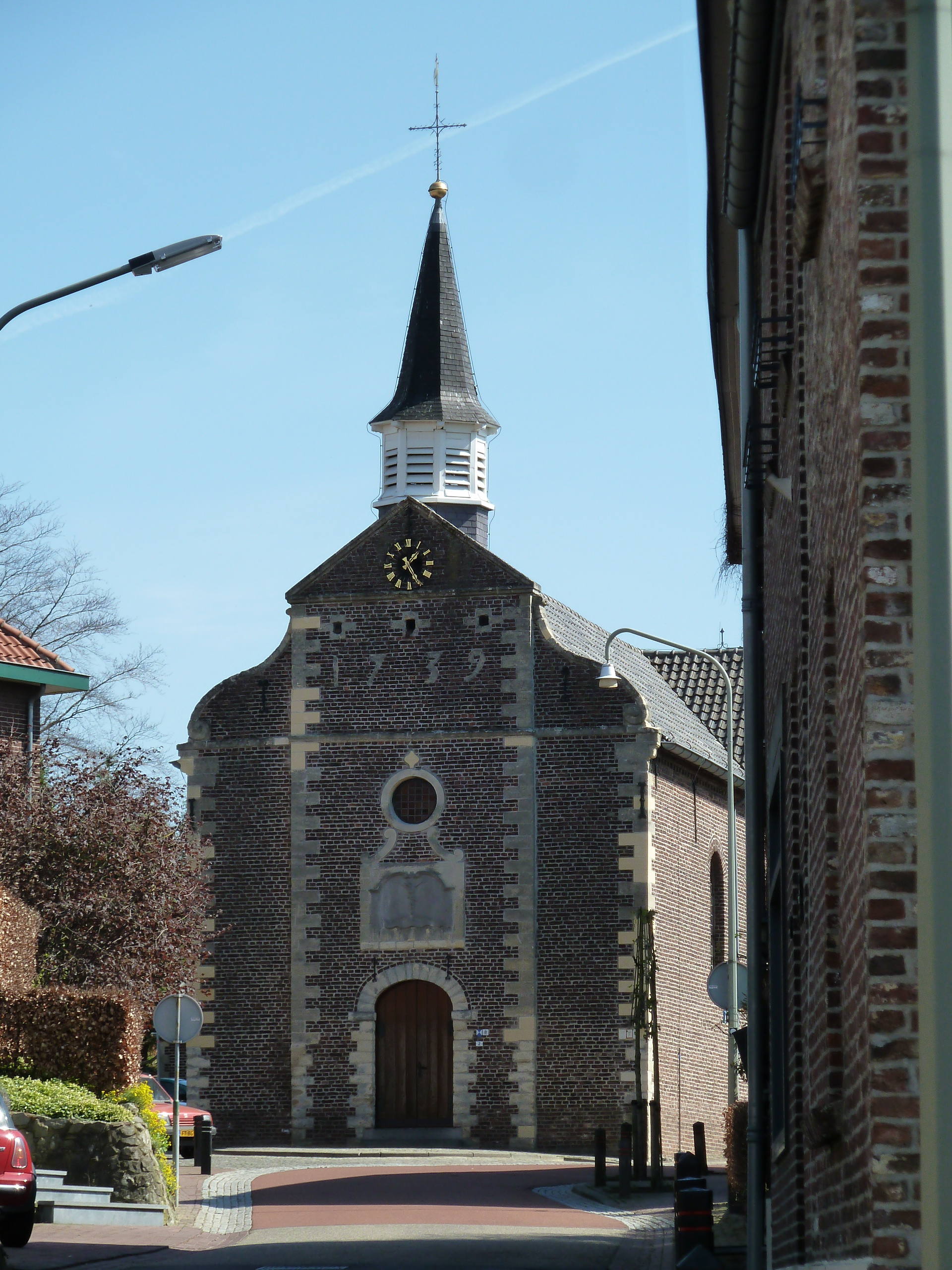
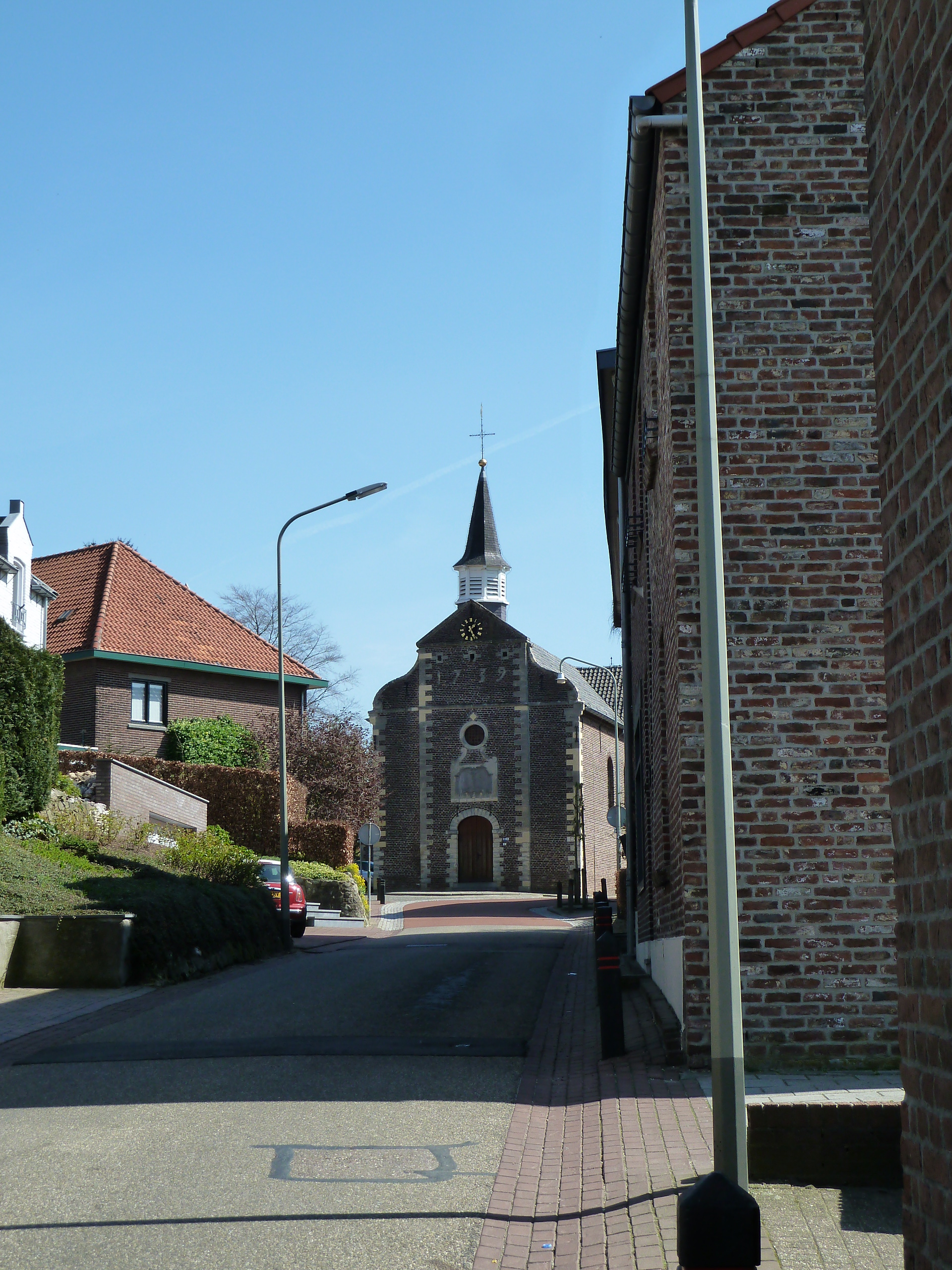